# جان بول فينتسل
هو كاتب مسرحي ومخرج وممثل فرنسي ، ولد 13 juillet 1947 في سانت إتيان .

## المذكرات و المراجع
1. ↑  مذكور في: قاعدة بيانات الأفلام على الإنترنت. الوصول: 21 يونيو 2019. لغة العمل أو لغة الاسم: الإنجليزية.
2. ↑  مُعرِّف المكتبة الوطنية الفرنسية (BnF): 11929071z.
3. ↑  مذكور في: استنادات المكتبة الوطنية الفرنسية. مُعرِّف المكتبة الوطنية الفرنسية (BnF): 11929071z. الوصول: 10 أكتوبر 2015. المُؤَلِّف: المكتبة الوطنية الفرنسية. لغة العمل أو لغة الاسم: الفرنسية.
4. 1 2  وصلة مرجع: https://theaterencyclopedie.nl/wiki/index.php?curid=4979.